# Péter Eötvös
Péter Eötvös (['pe:tɛr ˈøtvøʃ], ur. 2 stycznia 1944 w Székelyudvarhely na Szeklerszczyźnie, zm. 24 marca 2024) – węgierski kompozytor, dyrygent i pedagog muzyczny. 

## Życiorys
Peter Eötvös studiował kompozycję w Budapeszcie i Kolonii, a następnie, po roku 1962, związał się zawodowo na kilka lat z filmem, komponując muzykę filmową. W latach 1968–1976 grał regularnie w ensemble'u Stockhausena. W 1979 zastąpił Pierre'a Bouleza na stanowisku dyrektora muzycznego i dyrygenta Ensemble InterContemporain, wirtuozowskiej orkiestry paryskiego IRCAM, z którą był związany do 1991 r.
W 2015 roku został odznaczony Orderem Świętego Stefana.
Jest autorem adaptacji operowej słynnej sztuki Tony'ego Kushnera Anioły w Ameryce.